# Кесслер Пилип Максимович
Пилип Максимович Кесслер (18 червня 1922, Самбір — 15 липня 1996, Гливиці, Сілезьке воєводство) — польський скрипаль, композитор, аранжувальник, диригент, керівник естрадних і джазових ансамблів, педагог.

## Життєпис
Грі на скрипці навчався у Львівській консерваторії.

В 1939—1941 удосконалював майстерність в Одесі (у П. Столярського).
Під час війни працював у Тбіліській консерваторії, Московській філармонії, з 1943 до 1945 — в Іжевську.

1945–46 — музичний керівник Львівського теа-джазу (художній керівник Сергій Каштелян.

1946 — музичний керівник Державного джаз-оркестру УРСР (Київ).

Диригент і керівник симфогічного (1948–50) й естрадного (1951–54) оркестрів Політехнічного інституту, естрадного оркестру Медичного інституту (1955); керівник септету ресторану «Брістоль» (1949–51; усі — Львів), з яким 1950 і 1951 концертував у Латвії.

Від 1955 — керівник естрадного ансамблю Львівської філармонії.

Від 1957 мешкав у Гливицях.